# Wybrzeże uskokowe
Wybrzeże uskokowe – typ wybrzeża morskiego ukształtowanego przez procesy subarealne (tektogeniczne) oraz tektoniczne. Ze względu na sposób powstania należy do grupy tzw. wybrzeży zanurzonych. Jego linia brzegowa jest bardzo urwista, ma przebieg prostolinijny lub składa się z odcinków łamanej. Tego typu wybrzeża zostały uformowane w wyniku zalania rowu tektonicznego lub obszaru pociętego uskokami. Mogły także utworzyć się poprzez powstanie rowu tektonicznego na granicy morza i lądu. Występują m.in. w Zatoce Kalifornijskiej (na granicy płyty pacyficznej i płyty północnoamerykańskiej), nad Morzem Czerwonym (Ryft Morza Czerwonego – granica pomiędzy płytą arabską i płytą afrykańską) oraz na Półwyspie Indyjskim (wyżyna Dekan)..